# St. Ludgerus (Elte)

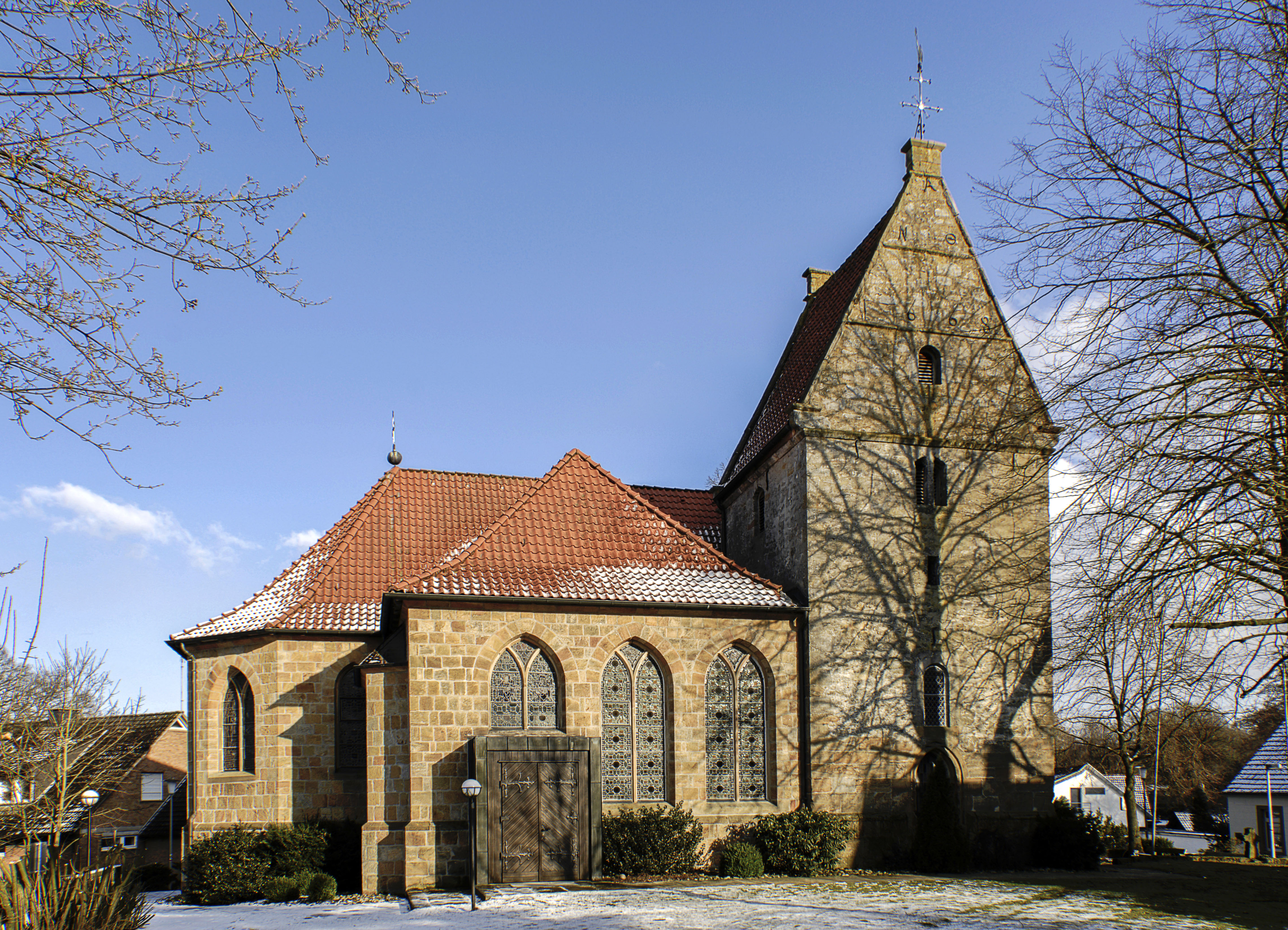
St. Ludgerus (Westansicht)

Die Kirche St. Ludgerus ist die katholische Pfarrkirche der Gemeinde Elte bei Rheine. Seit 2012 ist sie eine der drei Kirchen des Pfarrverbandes St. Johannes der Täufer, bestehend aus den ehemals eigenständigen Gemeinden Elte (St. Ludgerus), Hauenhorst (St. Mariä Heimsuchung) und Mesum (St. Johannes Baptist).

## Patrozinium
Die Gemeinde und die Pfarrkirche stehen unter dem Patronat des Hl. Liudger, des ersten Bischofs von Münster. Der Ort Elte steht in besonderer Beziehung zu Liudger, verortet man doch eine der populärsten Legenden dieses Heiligen hierher: Liudger zog unter dem Ruf, wunderliche Dinge tun zu können, über das Land. Um dies zu testen, klagten Bauern in Elte dem späteren Bischof, dass Wildgänse die von ihnen frisch ausgebrachte Saat von ihren Feldern fressen würden. Er solle, wenn es in seiner Macht stünde, doch etwas dagegen unternehmen. Der Hl. Liudger befahl hierauf den wilden Tieren sich in einen Stall zurückzuziehen. Die Felder wurden verschont, die Bauern konnten die Gänse schlachten und später ihre Feldfrüchte ernten. Diese und weitere Gänse-Legenden begründen die Darstellungsform des Bischofs mit einer Gans als seinem Erkennungsmerkmal.

## Geschichte und Architektur

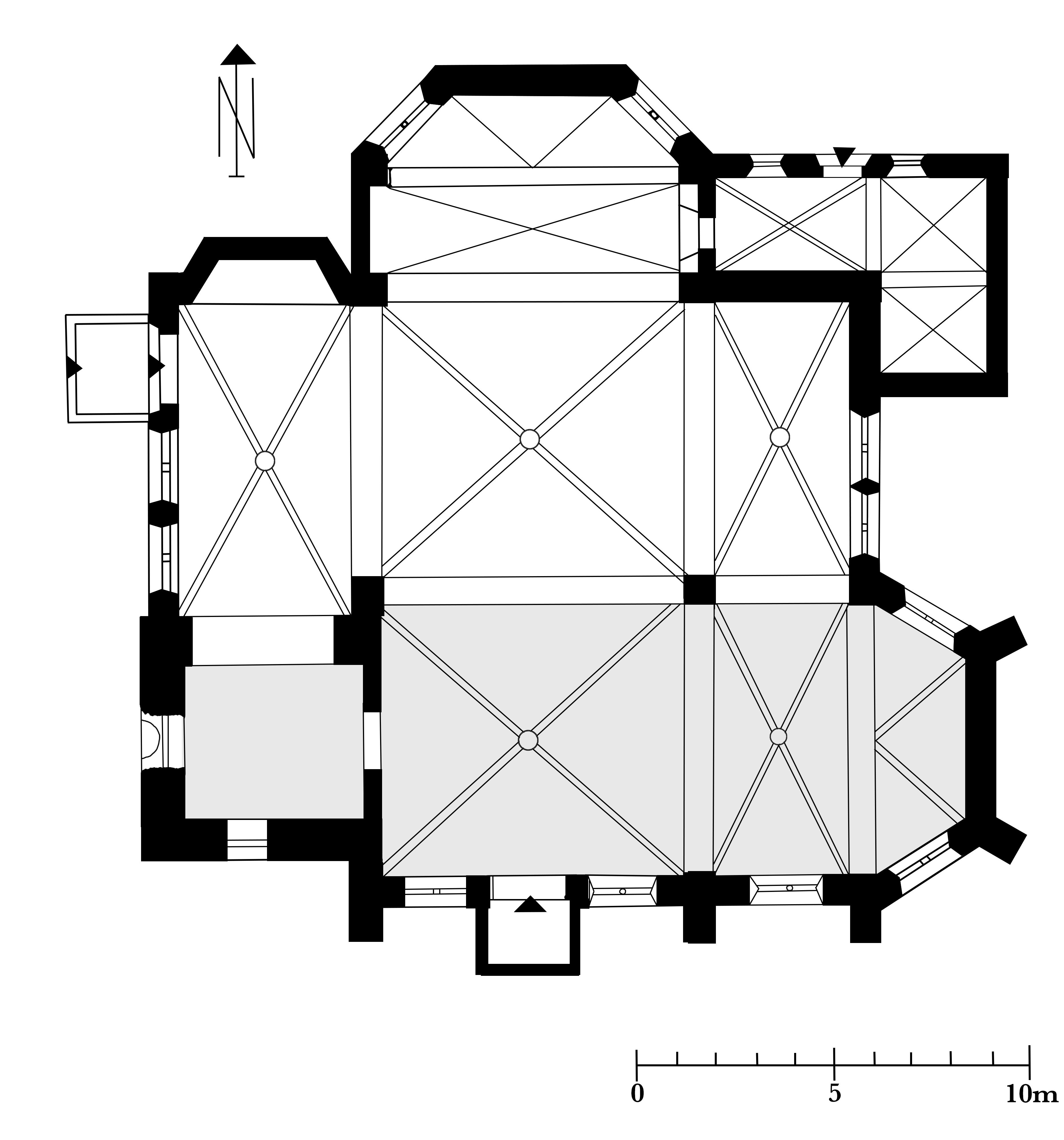
Grundriss St. Ludgerus, Elte. Dunkel eingefärbt der Innenraum vor den Erweiterungen der 1920er-Jahre

Die denkmalgeschützte Kirche gilt traditionell als Nachfolgebau der ehemaligen Burgkapelle der 1343 zerstörten, am rechten Ufer der Ems gelegenen Schwanenburg der Steinfurter Edelherren. Dies ist jedoch nicht belegbar. Nachweisbar ist allerdings, dass das Gebäude teilweise aus Abbruchmaterial der 1680 geschleiften fürstbischöflichen Burg im benachbarten Bevergern besteht. Sie liegt auf einem durch ein Bruchsteinplateau überbauten Sandhügel. Durch diese erhabene, dorfbildprägende Lage erscheint sie trotz ihrer relativ kleinen Ausmaße (Turmhöhe 18,50) als stattliche Dorfkirche.
Bis zur Erweiterung im 20. Jahrhundert stellte sich Kirche als kleine dreijochige Saalkirche in den typischen Formen der westfälischen Gotik mit polygonalem Chorschluss und offener Südvorhalle aus dem Jahr 1683 dar. Auch die spitzbogigen Fenster und die für diese Zeit typischen Strebepfeiler an den Außenwänden atmen den Geist der Spätgotik. Bei genauerem Hinsehen zeigen sich jedoch viele Stilmittel des Barock (wuchtige Sockel, extrem massige Strebepfeiler, geringe Spitzung der Fensterbögen, nüchternes Maßwerk). Oftmals scheinen es gotische Stilelemente zu sein, jedoch werden diese barock interpretiert. Somit stellt der Bau ein typisches Beispiel der Nachgotik aus der zweiten Hälfte des 17. Jahrhunderts dar. Diese Form des Rückgriffs auf die vorreformatorische gotische Formensprache möchte als bewusster Gegenpol zum Protestantismus verstanden werden und ist somit ein in Stein gebautes Zeichen der Gegenreformation in Nordwestdeutschland.
Der viergeschossige Turm ist im unteren Teil spätgotisch. Eiserne Mauerhaken mit dem Christusmonogramm und der Jahresangabe ANO (sic!) 1668 stabilisieren die Giebelwände. Deren Form findet Vorbilder im Umland, allesamt aus dem 17. Jahrhundert.

## Erweiterung von 1923 bis 1925

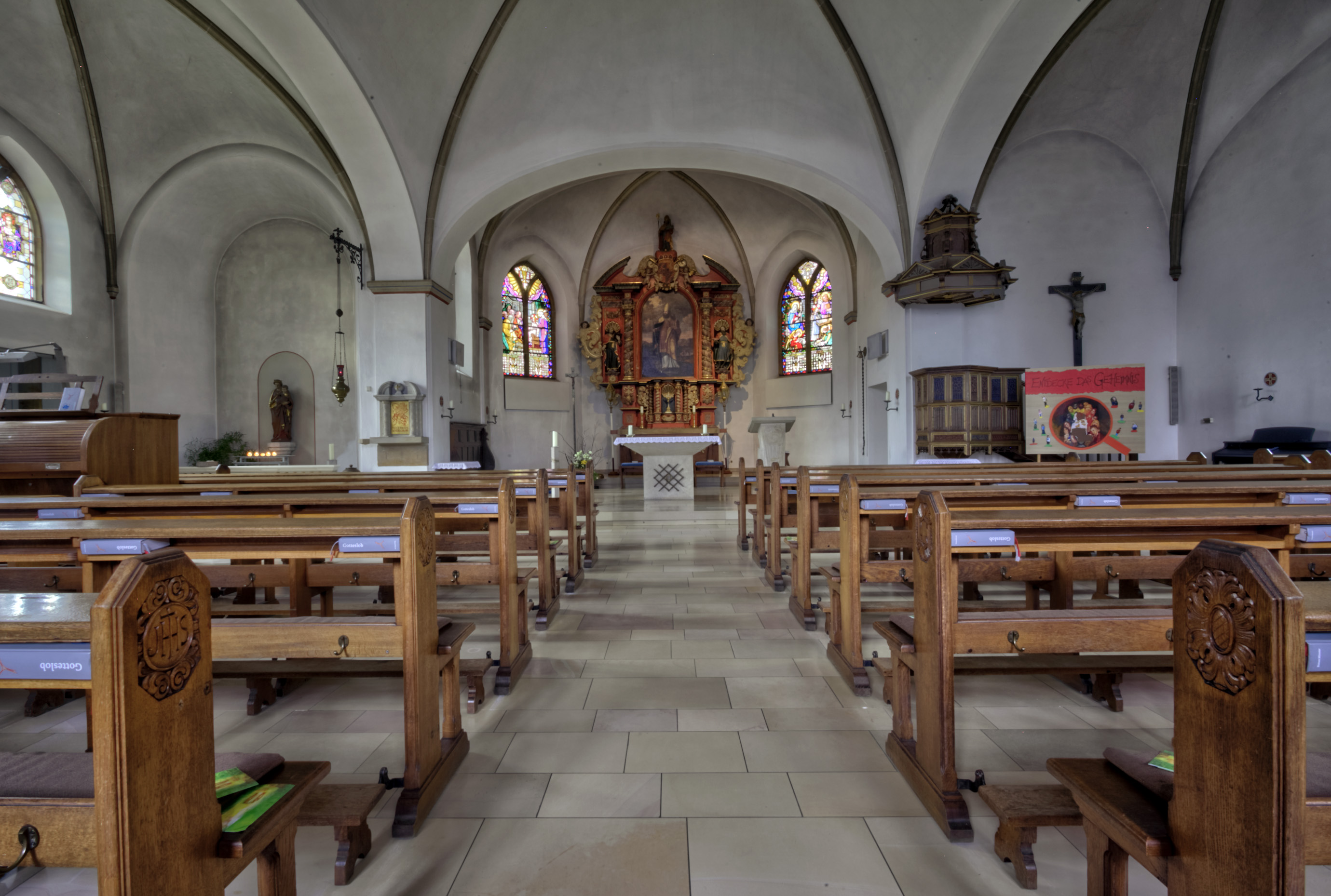
Blick nach Norden in den neuen Chor aus den 1920er Jahren

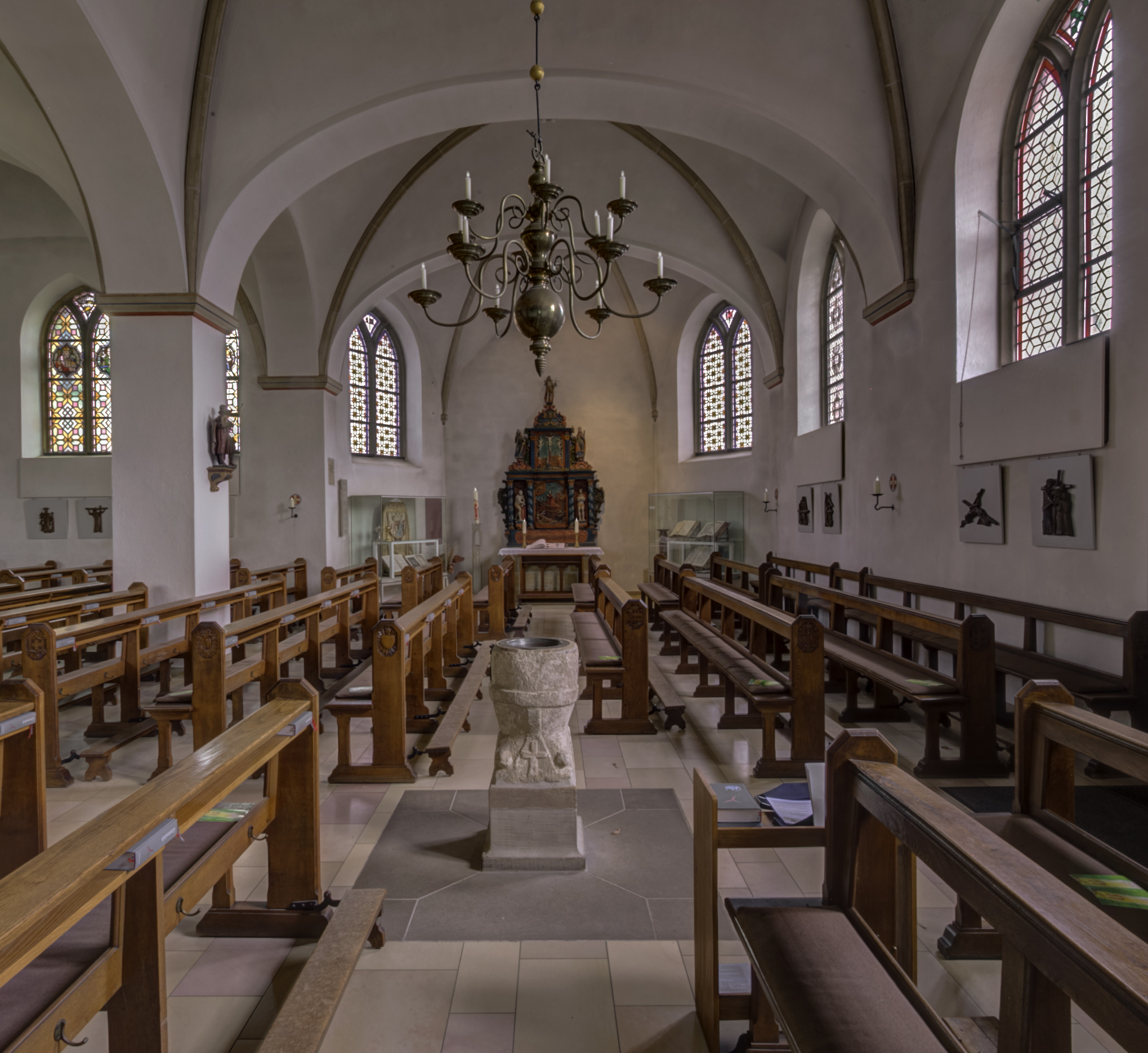
Blick nach Osten in den alten Chor mit dem Altar von Bernd Meyering

In den 1920er Jahren wurde die Kirche durch Anwachsen der Gemeinde zu klein, nachdem sie über 300 Jahre ausreichend Platz für alle Gemeindemitglieder bot. Man beauftragte das Bischöfliche Bauamt in Münster, vertreten durch den späteren Dombaumeister am Paulusdom in Münster Wilhelm Sunder-Plassmann, einen Plan zur Erweiterung des alten Gebäudes zu erstellen.
Er ersetzte die komplette Nordwand durch einen dreischiffigen Raum mit Apsis und einer Sakristei zwischen dem neuen Chor und nördlicher Seitenschiffwand.
Durch diese Erweiterung nach Norden gewann der Bau zwar die Verdreifachung der Grundfläche, verlor aber seine kirchentypische Ostung. Im Großen und Ganzen wurde die Formensprache des Ursprungsbaus übernommen, jedoch vermischt mit dem damaligen Geschmack der Neuen Sachlichkeit. Dieses äußert sich unter anderem im Fehlen von Strebepfeilern und dem Verzicht auf das Wechselspiel von Steinsichtigkeit und Wandputz. Des Weiteren wurde eine schmucklose Vorhalle an die Südseite des historischen Gebäudeteils angesetzt. Insgesamt entstand eine recht unübersichtliche zwei- bis dreischiffige Halle. Die Gewölbe wurden nicht einheitlich (z. B. nach Vorbild der gotisierenden Originalformen) gestaltet, sondern durch rechteckige Kreuzrippengewölbe mit runden Schlusssteinen ergänzt.
Die neue Raumkonzeption machte auch eine Neuordnung der liturgischen Ausstattung nötig: standen beide Altäre ursprünglich recht beengt in der alten Apsis nebeneinander, so wurde der Hauptaltar nun in die neu entstandene geräumige Nord-Apsis versetzt, der Nebenaltar wurde mittig in dem zur Seitenapsis gewordenen Ostchor aufgestellt.

## Ausstattung
Die Kirche verfügt heute sowohl über eine noch große Anzahl an Kunstwerken aus der Erbauungszeit, als auch aus späterer Zeit. Dieses sind unter anderem:

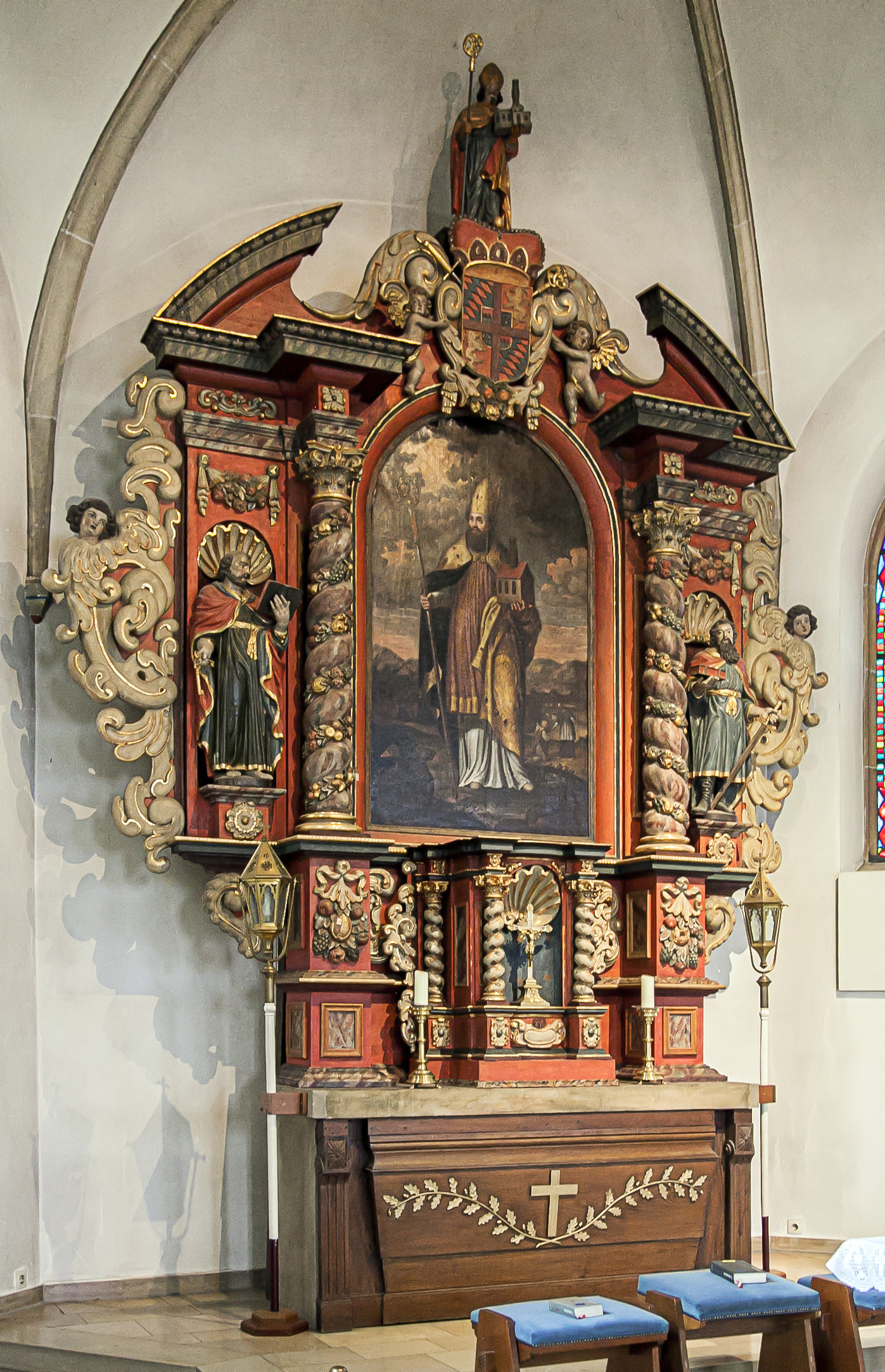
Der Hochaltar aus dem 17. Jahrhundert

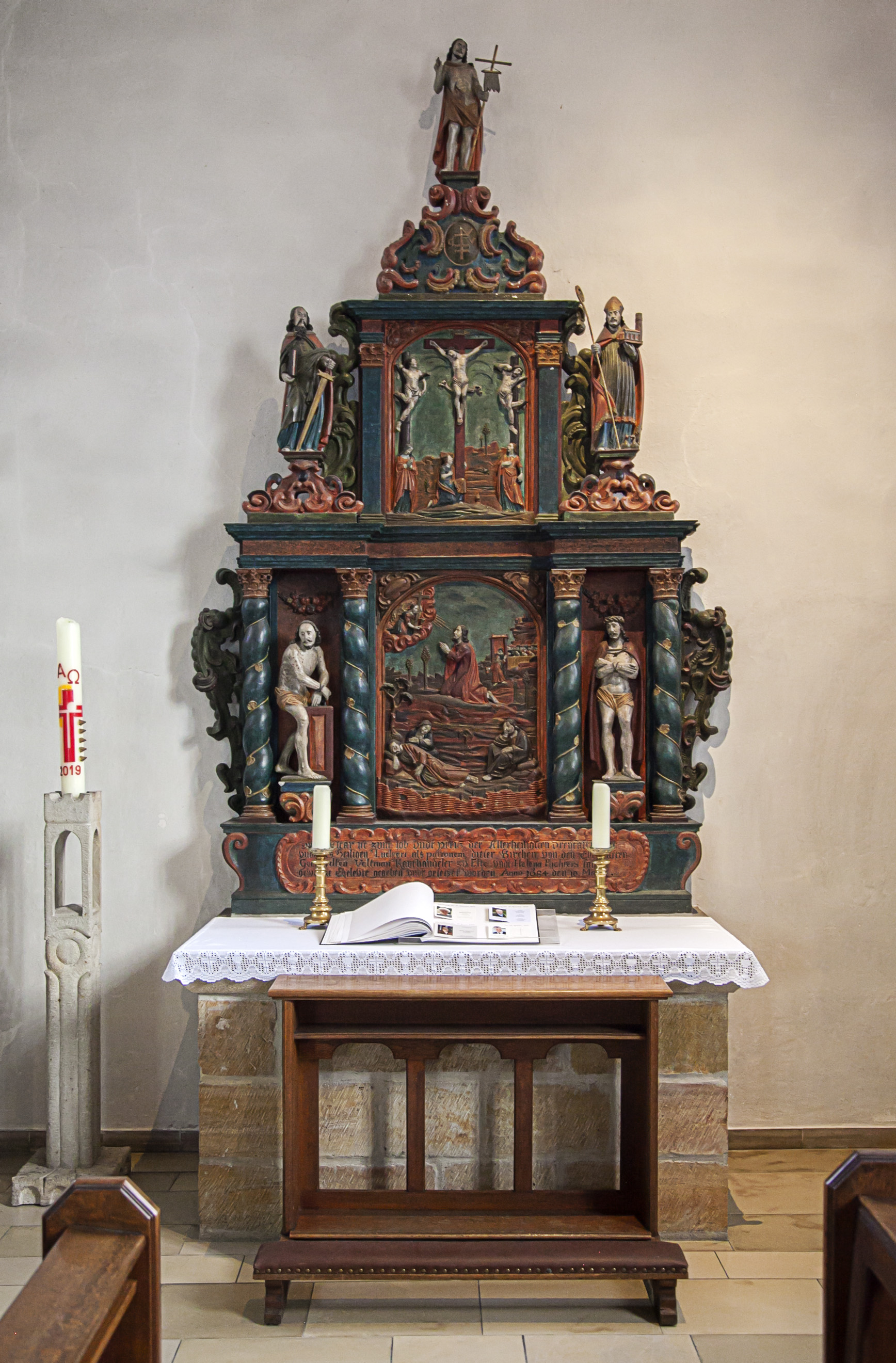
Der Seitenaltar im alten Chor

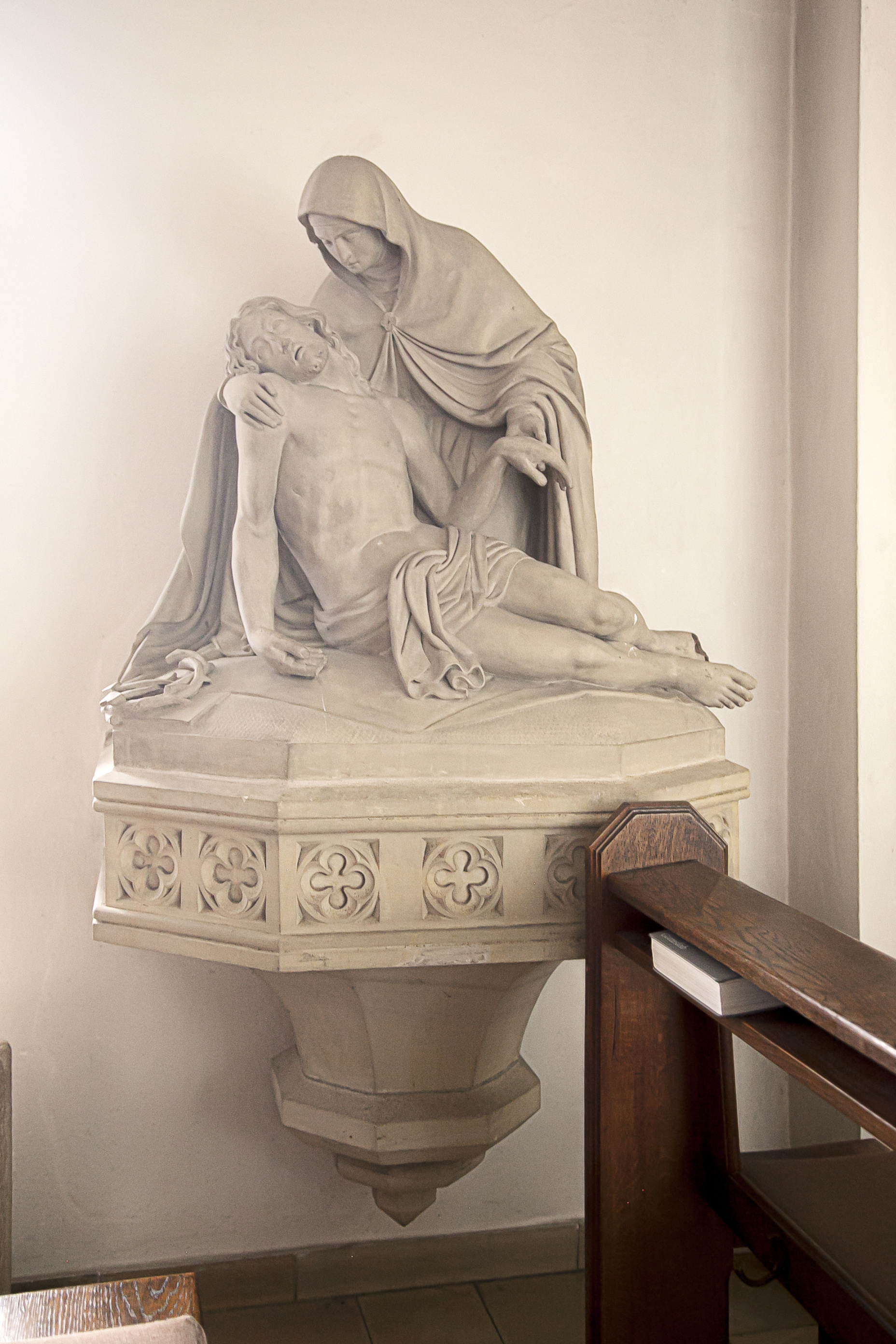
Pieta (19. Jh.)

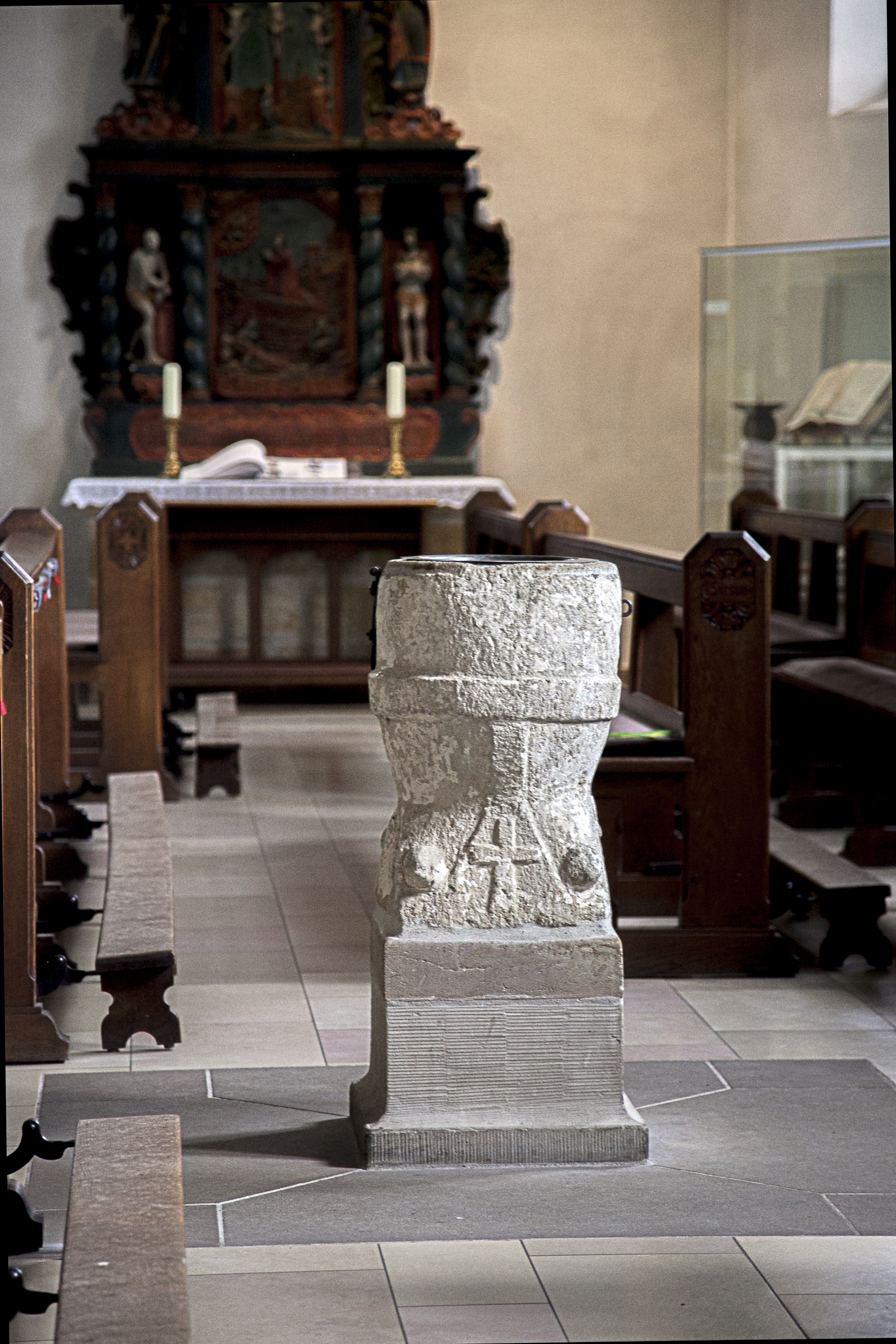
Taufstein aus dem 17. Jahrhundert

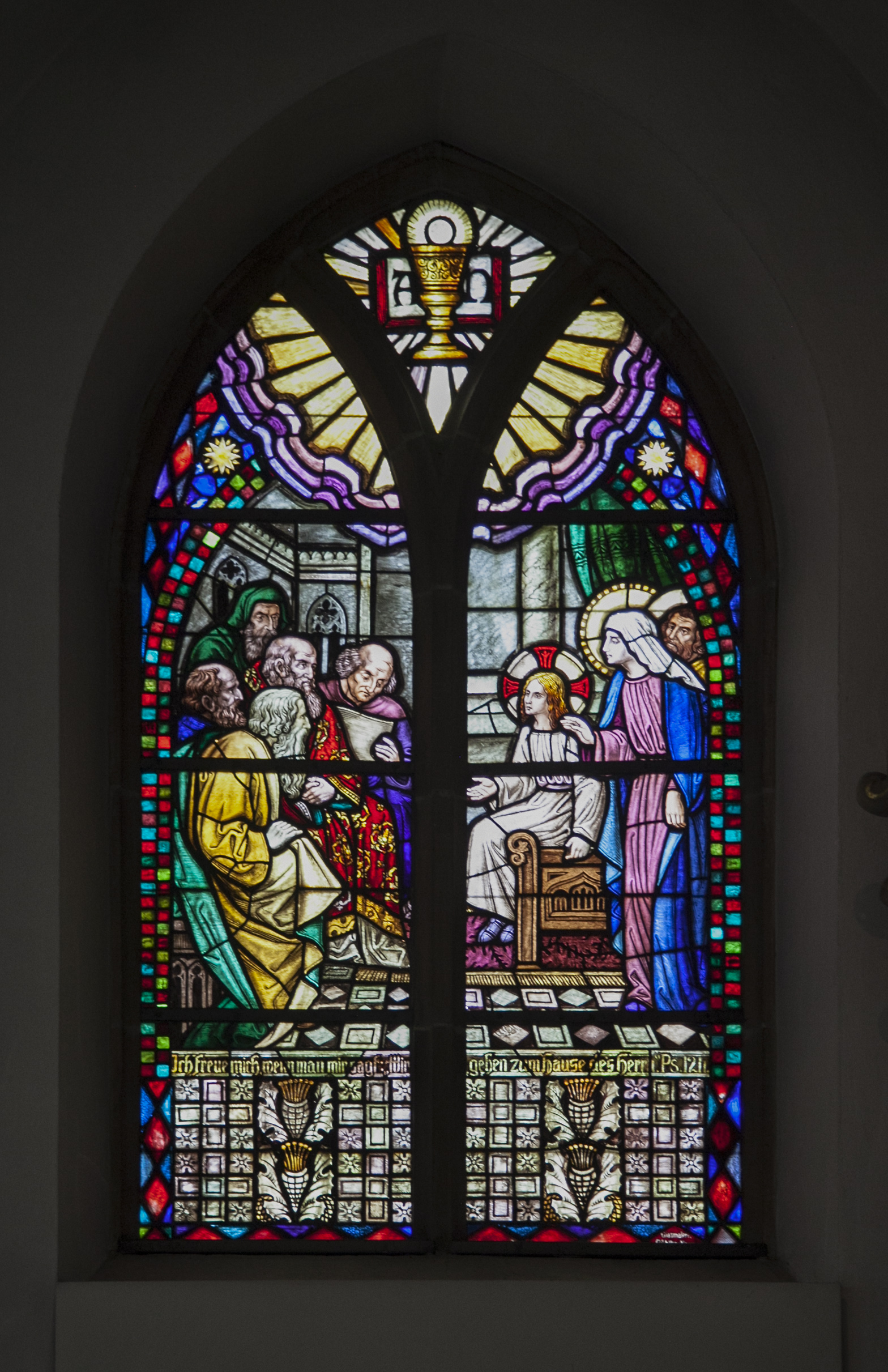
Chorfenster

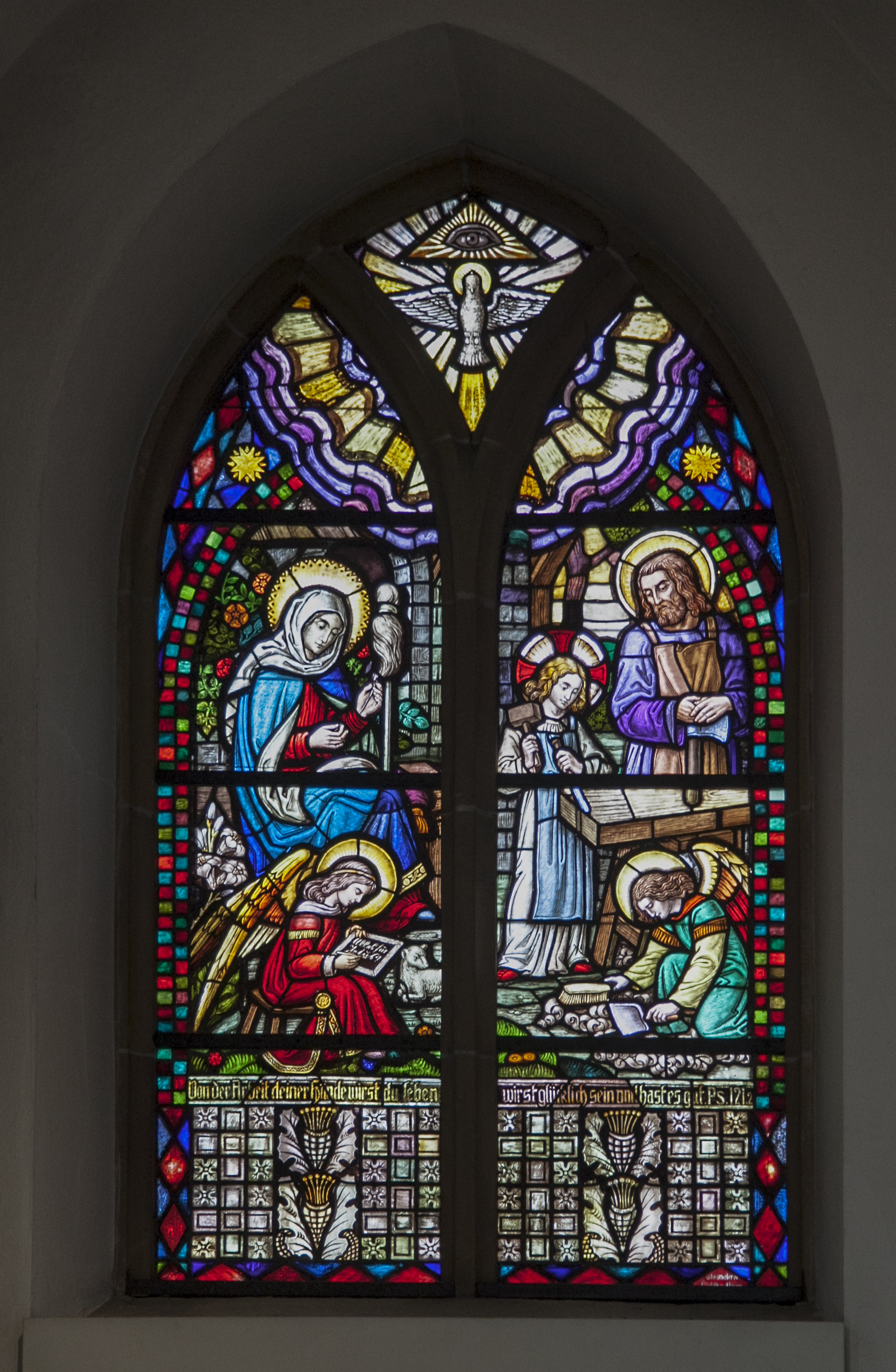
Chorfenster

- ein geschnitzter Hochaltar von 1684 mit einer Mensa aus dem 19. Jahrhundert. Der Aufsatz in rot, weiß, blau und gold gefasst, mit Wappen des Fürstbischofs Maximilian Heinrich von Bayern. Altarblatt mit Darstellung des Hl. Ludger  (Öl auf Leinwand) vom Coesfelder Künstler Hermann Veltmann. In Muschelnischen daneben vollplastische Figuren der Apostelfürsten Petrus und Paulus.
- ein Seitenaltar aus dem Jahr 1648 von Bernd Meyering (* 1631, † nach 1703) aus Rheine. Baumberger Sandstein mit Passionsszenen, farbig gefasst. Der Altar ist eine Stiftung eines Elteraner Textil-Kaufmanns und seiner Frau. Das Werk weist große Ähnlichkeit mit dem einige Jahre jüngeren Altar im Nachbarort Mesum auf, ebenfalls ein Werk Meyerings.
- Vom gleichen Künstler sind weitere, kleinere Ausstattungsstücke in der Kirche zu finden:
  - ein Karfreitagskreuz aus gefasstem Eichenholz mit erneuerter Polimentfassung.
  - ein Weihestein aus Baumberger Sandstein (bezeichnet 1683), ursprünglich eingelassen in eine nicht mehr zu bestimmende Innenwand.
- die Kanzel aus dunkel gebeiztem Eichenholz, teilweise vergoldet. Kanzelkorb in Formen der Spätgotik, der Schalldeckel in Formen der späten niederländischen Renaissance aus dem 17. Jahrhundert. Bis zur Versetzung 1925 war die Kanzel mit einer geschnitzten Figur des Hl. Liudger in den Formen des frühen "Weichen Stils" gekrönt; heute auf dem Treppenpfosten der Kanzel angebracht.
- ein kleiner Taufstein in Pokalform, wahrscheinlich aus der Zeit der Pfarrwerdung Eltes zwischen 1621 und 1668.
- Fenster von 1684. Grisaillemalerei in Bleifassung mit Wappen von adligen und bürgerlichen Wohltätern und Förderern des Kirchenbaus in Elte.
- weitere Fenster aus der Zeit nach der Kirchenerweiterung im 20. Jahrhundert. Darunter die Chorfenster in der Formensprache der Nazarener, allerdings in der Farbigkeit des zur damaligen Zeit modernen Expressionismus, mit Szenen aus der Kindheit Jesu.
- ein Altarkreuz aus Eichenholz, der Korpus mit Polimentfassung; vermutlich aus der zweiten Hälfte des 18. Jahrhunderts.
- eine Figur des Hl. Josef das Christuskind tragend, eine westfälische Arbeit aus dem 18. Jahrhundert. Eichenholz, gefasst mit Ölfarben in Rot, Blau, Gold und Inkarnat. Besonderheit der Darstellung sind die Wanderstiefel und die Vorratstasche Josefs, die ihn als Beschützer Jesu während der Flucht nach Ägypten kennzeichnen.
- ein barocker, zwölf-flammiger Kronleuchter in Form einer "flämischen Krone". Wegen Fehlens weiterer Zierelemente ist eine genaue Datierung nur schwer möglich.
- eine Pietà nach Vorbild der berühmten und hochverehrten Marmorgruppe des Deutschrömers Wilhelm Achtermann, einem der Hauptvertreter der nazarenischen Bildhauerei. Sein 1849 entstandenes Original für den Dom zu Münster wurde im Zweiten Weltkrieg zerstört. Die verkleinerte, aber gut gearbeitete Kopie ist seit Ende des 19. Jahrhunderts in Elte nachweisbar.
- an der östlichen Außenmauer befindliche überlebensgroße Kreuzigungsgruppe aus dem Jahr 1930 als Ehrenmal für die im Ersten Weltkrieg gefallenen Bürger aus Elte. Eine Arbeit der Münsteraner Künstler Franz Rüther und Adolf Rosenberg in Wrexener Sandstein.

## Orgel

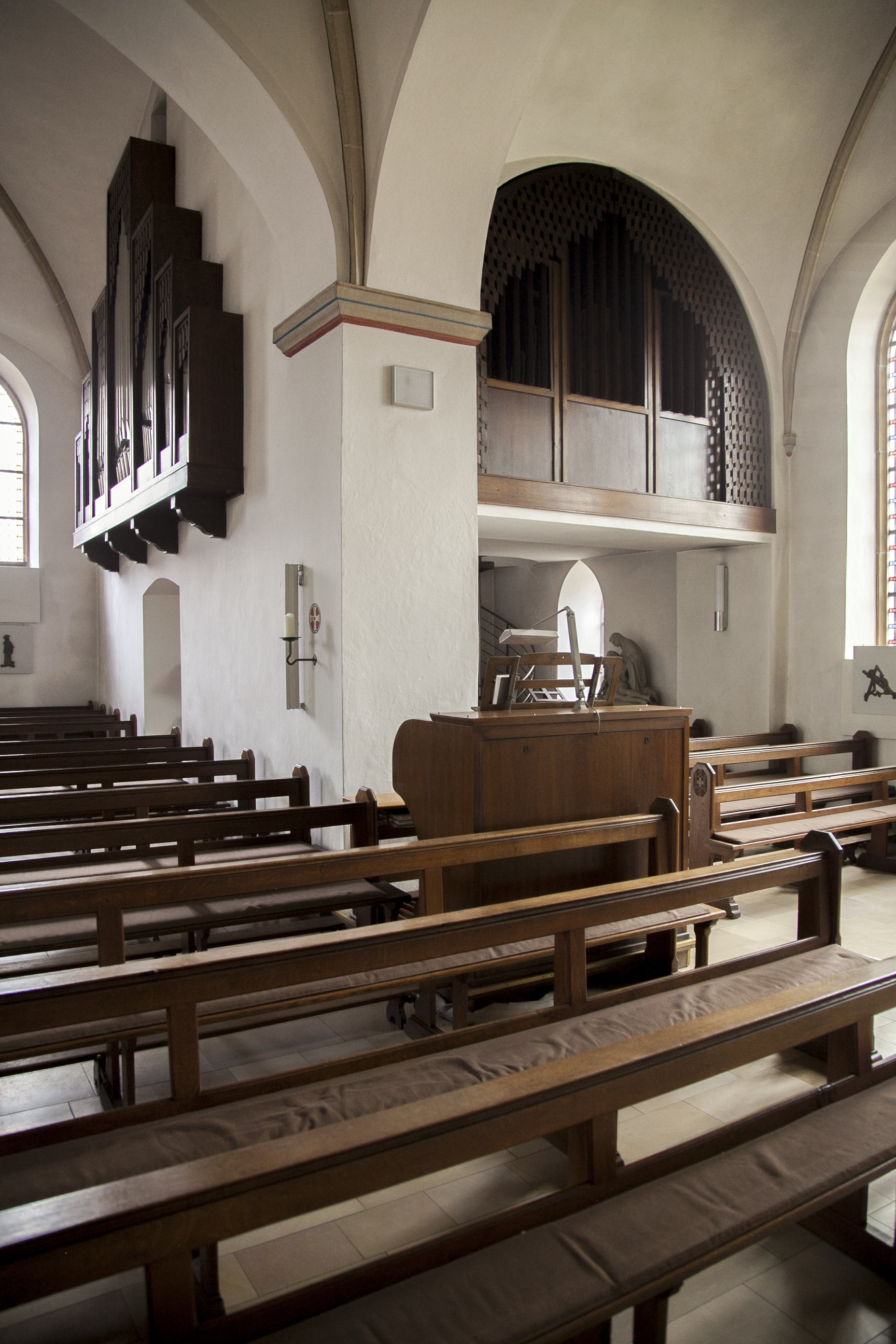
Die Fleiter-Orgel im Jahr 2020 (2023 abgebaut)

Einigen Dokumenten des Gemeindearchivs zufolge erhielt die Kirche ihre erste Orgel im Jahr 1777. Der Orgelbauer Friedrich Ludwig Heilmann aus Herbern lieferte gegen den Preis von 513 Reichstalern ein einmanualiges Instrument mit 8 Registern und angehängtem Pedal. Diese Orgel wurde gegen 1880 durch ein neues Instrument mit gleicher Anzahl an Registern ersetzt, welches wiederum 1912 durch den Orgelbauer Friedrich Fleiter aus Münster umgebaut und ergänzt wurde. Die Register blieben unverändert, jedoch wurde ein neues Gebläse, neue Windladen, der Spieltisch und die Trakturen erneuert. Schlussendlich wurde diese Orgel im Jahr 1958 ausgebaut und ins nahegelegene Riesenbeck verkauft, wo sie, mittlerweile über hundertjährig, bis 1988 ihren Dienst versah.
Das folgende Instrument wurde sodann von der Orgelbaufirma Gebr. Stockmann aus Werl erstellt. Es handelte sich um eine Kegelladenorgel mit 13 Registern auf zwei Manualen und Pedal. Das freistehende Instrument fand seine Aufstellung im alten Ostchor und verblieb dort unverändert bis 1984.
Erneut wurde die Firma Fleiter aus Münster beauftragt, dieses Instrument um- und auszubauen. Man ergänzte es durch 5 Register auf insgesamt 18 klingende Stimmen, einen Tremulanten und ein Schwellwerk. Das komplette Instrument wurde in einem speziell dafür im Turm geöffneten Raum eingebaut, der siebenachsige Prospekt, die Öffnung verblendend, auf farblich auf die Schauseite der Orgel abgestimmten Konsolen davor installiert. Der Spieltisch verblieb (frei beweglich) im Kirchenraum.
Das Instrument ist in dieser Form bis heute in Gebrauch, allerdings mittlerweile in seiner Technik veraltet und in seinem Pfeifenbestand dringend renovierungsbedürftig. Zu diesem Zweck führt die Gemeinde ab dem Jahr 2019 eine Konzertreihe durch, die die Finanzierung der Orgelrenovierung ermöglichen soll.
Die Disposition dieses Instrumentes lautet (Zufügungen von 1984 mit *):
| I Hauptwerk |            |       |
| 1.          | Prinzipal* | 8′    |
| 2.          | Rohrflöte  | 8′    |
| 3.          | Prinzipal  | 4′    |
| 4.          | Flöte      | 4′    |
| 5.          | Waldflöte* | 2′    |
| 6.          | Mixtur IV  | 1 ⁄3′ |
| 7.          | Trompete*  | 8′    |

| II Schwellwerk |                  |        |
| 8.             | Lieblich Gedackt | 8′     |
| 9.             | Salicional       | 8′     |
| 10.            | Blockflöte       | 4′     |
| 11.            | Prinzipal        | 2′     |
| 12.            | Terz*            | 1 3⁄5′ |
| 13.            | Scharff IV       | 1′     |
| 14.            | Krummhorn        | 8′     |

| Pedal |            |     |
| 15.   | Subbass    | 16′ |
| 16.   | Gedackt    | 8′  |
| 17.   | Choralbass | 4′  |
| 18.   | Fagott*    | 16′ |

Diese Orgel wurde im August 2023 abgebaut und wird durch ein gebrauchtes Instrument ersetzt, das früher St. Michael in Espelkamp stand. Es hat 10 Register und wurde 1992 von der Werkstatt Alfred Führer in Wilhelmshaven erbaut:
| I Hauptwerk C-g3 |               |       |
| 1.               | Praestant     | 8′    |
| 2.               | Rohrflöte     | 8′    |
| 3.               | Oktave        | 4′    |
| 4.               | Oktave        | 2′    |
| 5.               | Cornett II-IV | 2 ⁄3′ |

| II Brustwerk C-g3 |            |       |
| 6.                | Gedackt    | 8′    |
| 7.                | Flöte      | 4′    |
| 8.                | Quintflöte | 2 ⁄3′ |
| 9.                | Dulcian    | 8′    |

| Pedal C-f1 |         |     |
| 10.        | Subbass | 16′ |

## Kirchenschatz
Die Kirche St. Ludgerus verfügt trotz ihres Status als Dorfkirche über einen ansehnlichen Kirchenschatz:
- barockes Ziborium aus dem zweiten Drittel des 17. Jahrhunderts;
- Turmmonstranz im Stil des 15. Jahrhunderts (um 1900);
- Graduale Romanum von 1660 und Missale Romanum von 1751;
- Missale S. Ecclesiae Monasteriensis von 1835;
- Historische Paramente aus Seidenbrokat mit Stickereien in der Formensprache der Nazarener, entstanden um 1900:
  - Pluviale mit äußerst feiner Nadelmalerei auf dem Rückenteil;
  - Kasel in altertümlich geschnittener Bassgeigenform;
  - Marienkasel mit besonders aufwendiger Stickerei (wahrscheinlich aus dem Marien-Wallfahrtsort Kevelaer).